# Bitwa nad Tacuarembó
Bitwa nad Tacuarembó – decydująca bitwa z okresu inwazji portugalsko-brazylijskiej na terytorium Banda Oriental (obecnie Urugwaj).
W 1811 portugalska armia z Brazylii zajęła Banda Oriental po raz pierwszy, ale musiała się wycofać pod presją Wielkiej Brytanii. W 1816 ponowna inwazja pobiła oddziały Joségo Gervasio Artigasa, który wszakże przez następne trzy lata prowadził walkę przeciwko siłom portugalsko-brazylijskim zajmującym tereny dzisiejszego Urugwaju.
W grudniu 1819 zebrał kolejną armię przeciw siłom portugalskim i wkroczył na tereny przez nie zajmowane. Jego siły, liczące ok. 2000 żołnierzy pod dowództwem gen, Latorre zostały nad Tacuarembó Chico (zachodni brzeg rzeki Tacuarembó) doszczętnie rozbite przez liczące ok. 3 tys. żołnierzy oddziały portugalskie. Artigas zdołał zebrać resztki swych ludzi i wycofać się do Entre Ríos. W następstwie bitwy Banda Oriental została formalnie wcielona do ziem portugalskich jako prowincja Cisplatina 18 stycznia 1821 roku, co pośrednio doprowadziło do wojny brazylijsko-argentyńskiej w 1825 roku.